# Филип Веркрујс
Филип Веркрујс (фр. Philippe Vercruysse; Сомир, 28. јануар 1962) бивши је француски фудбалер. 

## Каријера
Током каријере играо је за познате француске фудбалске клубове: Олимпик Марсељ, Бордо и Ланс.
У сезони 1990/91, играо је финале Купа европских шампиона против београдске Црвене звезде (ушао у 75 минуту), у ком је Марсељ поражен након извођења једанаестераца.
За фудбалску репрезентацију Француске одиграо је 12 утакмица и постигао 1 гол. Био је у саставу репрезентације која је освојила бронзану медаљу са Светског првенства 1986. године у Мексику.

## Успеси
Бордо
- Лига 1:  1986/87.
- Куп Француске: 1987.

Олимпик Марсељ
- Лига 1:  1988/89, 1989/90, 1990/91.
- Куп Француске: 1989.
- Лига шампиона: финале 1991.